# Paardensport op de Olympische Zomerspelen 1900
Paardensport is een van de sporten die beoefend werden tijdens de Olympische Zomerspelen 1900 in Parijs.

## springconcours individueel
| rang   | sporter               | paard         | land | tijd   |
| ------ | --------------------- | ------------- | ---- | ------ |
| Goud   | Aimé Haegeman         | Benton II     | BEL  | 2:16.0 |
| Zilver | Georges van der Poële | Winsor Squire | BEL  | 2:17.6 |
| Brons  | Louis de Champsavin   | Terpsichore   | FRA  | 2:26.0 |
| 4-37   | Count d'Havrincourt   | Mavourneen    | FRA  |        |
| 4-37   | Maurice Jéhin         | Bistouri      | FRA  |        |
| 4-37   | Henri Leclerc         | Extra-Dry     | FRA  |        |
| 4-37   | Henri Leclerc         | Gilles        | FRA  |        |
| 4-37   | Hermann John Mandl    | onbekend      | USA  |        |
| 4-37   | Napoléon Murat        | Arcadius      | FRA  |        |
| 4-37   | onbekend              | Tip-Top       | FRA  |        |
| 4-37   | 27 andere deelnemers  |               |      |        |

## hoogspringen

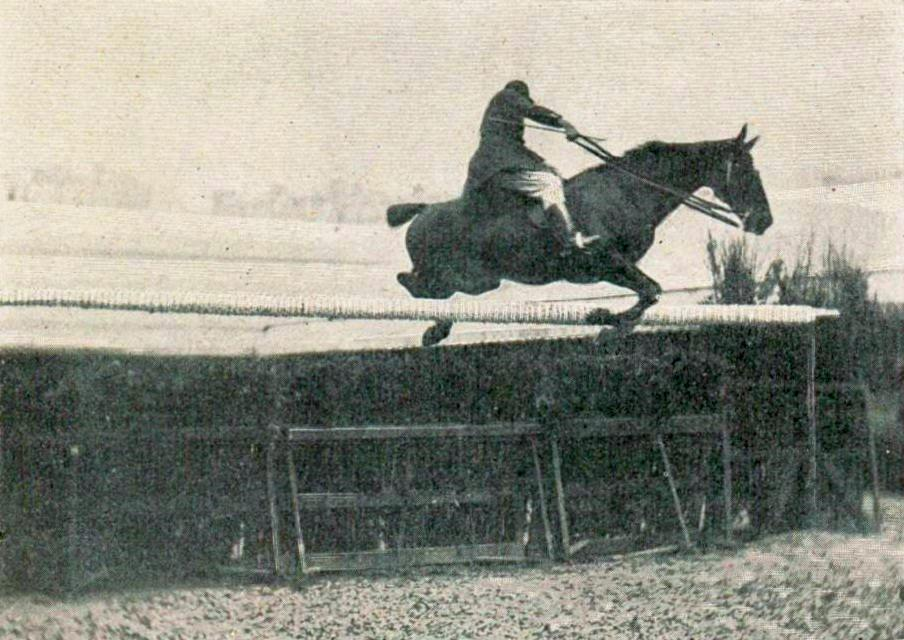
Dominique Gardères

| rang  | sporter               | paard    | land | hoogte |
| ----- | --------------------- | -------- | ---- | ------ |
| Goud  | Dominique Gardères    | Canéla   | FRA  | 1.85 m |
| Goud  | Gian Giorgio Trissino | Oreste   | ITA  | 1.85 m |
| Brons | Georges van der Poële | Ludlow   | BEL  | 1.70 m |
| 4     | Gian Giorgio Trissino | Mélepo   | ITA  | 1.70 m |
| 5-18  | Hermann John Mandl    | onbekend | USA  |        |
| 5-18  | 13 andere deelnemers  |          |      |        |

## verspringen

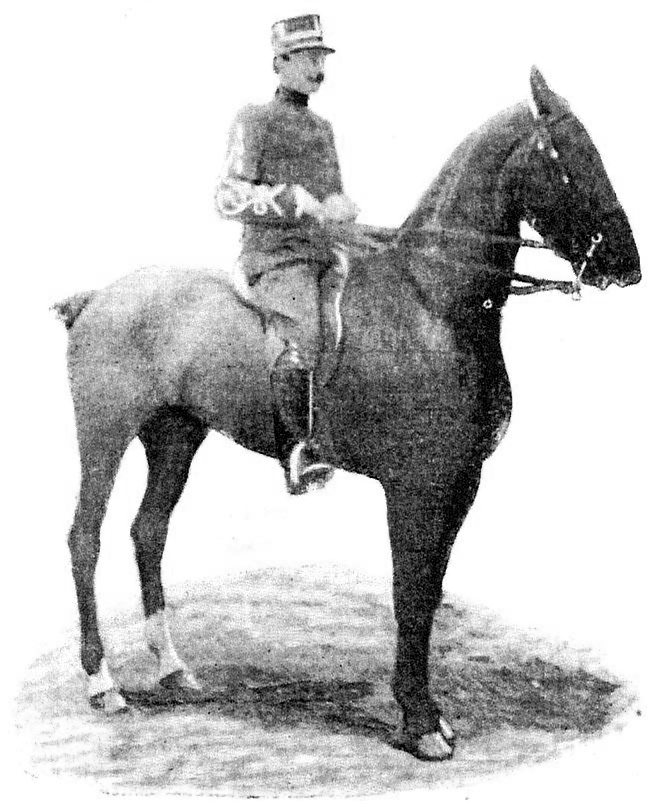
Constant Van Langhendonck

| rang   | sporter                    | paard         | land | afstand |
| ------ | -------------------------- | ------------- | ---- | ------- |
| Goud   | Constant Van Langhendonck  | Extra-Dry     | BEL  | 6.10 m  |
| Zilver | Gian Giorgio Trissino      | Oreste        | ITA  | 5.70 m  |
| Brons  | de Bellegarde              | Tolla         | FRA  | 5.30 m  |
| 4      | Napoléon Murat             | Bayard        | FRA  | 4.90 m  |
| 5-17   | Hermann John Mandl         | onbekend      | USA  |         |
| 5-17   | Uberto Visconti di Modrone | Jupe-en-l'Air | ITA  |         |
| 5-17   | Orloff                     | onbekend      | RUS  |         |
| 5-17   | de Poliakov                | onbekend      | RUS  |         |
| 5-17   | 9 andere deelnemers        |               |      |         |

## Medaillespiegel
| rang   | land      | goud | zilver | brons | totaal |
| ------ | --------- | ---- | ------ | ----- | ------ |
| 1      | België    | 3    | 1      | 1     | 5      |
| 2      | Italië    | 1    | 1      | 0     | 2      |
| 3      | Frankrijk | 0    | 0      | 2     | 2      |
| totaal | totaal    | 4    | 2      | 3     | 9      |

Parijs 1900 · 
Stockholm 1912 · 
Antwerpen 1920 · 
Parijs 1924 · 
Amsterdam 1928 · 
Los Angeles 1932 · 
Berlijn 1936 · 
Londen 1948 · 
Helsinki 1952 · 
Melbourne 1956 · 
Rome 1960 · 
Tokio 1964 · 
Mexico-stad 1968 · 
München 1972 · 
Montréal 1976 · 
Moskou 1980 · 
Los Angeles 1984 · 
Seoel 1988 · 
Barcelona 1992 · 
Atlanta 1996 · 
Sydney 2000 · 
Athene 2004 · 
Peking 2008 · 
Londen 2012 · 
Rio de Janeiro 2016 · 
Tokio 2020 · 
Parijs 2024 · 
Los Angeles 2028
Medaillewinnaars
Atletiek · Boogschieten · Cricket · Croquet · Golf · Paardensport · Pelota · Polo · Roeien · Rugby · Schermen · Schietsport · Tennis · Touwtrekken · Turnen · Voetbal · Waterpolo · Wielersport · Zeilen · Zwemmen